# Нео-авторитарные СМИ
Нео-авторитарность СМИ в России — отражение отношений между обществом, правительством и работниками медиа-пространства, при котором власть экономическими, правовыми и административными средствами осуществляет управление средствами массовой информации, тем самым внушая аудитории авторитарные стереотипы. При таком режиме аудитория не имеет достаточной сознательности для того, чтобы использовать СМИ как площадку для продуктивного диалога, а видит в них аппарат пропаганды. Медиа, в свою очередь, неосознанно воспринимают аудиторию как объект пропаганды.

## Нео-авторитарные СМИ в России
Нео-авторитарные СМИ в России — средства массовой информации, имеющие характерные авторитарным СМИ черты, в числе которых вмешательство государства в общественную публичную жизнь населения.

## Предпосылки возникновения нео-авторитарных СМИ в России
Современное общество имеет признаки свободного, независимого от государства, однако результаты исследований показывают, что при условиях нео-авторитарности общество рассматривает СМИ как инструмент пропаганды, а не свободную площадку для открытого диалога. Наглядный пример авторитарного режима СМИ России, который и явился причиной формирования нео-авторитарной системы СМИ — «антисоветская пропаганда», материалы, которые объявлялись подстрекательскими или изменническими. Обвиненных в антисоветской пропаганде лишали работы, сажали в тюрьму или казнили. Подобная практика со стороны государства исключала случаи неповиновения.
В 1986 году в Чернобыле произошла трагедия на атомной электростанции. Власти, контролировавшие деятельность советских СМИ, долгое время скрывали трагедию, пока не оказалось, что она слишком масштабна для того, чтобы не предоставить о ней информацию. Политбюро было принято решение опубликовать данные о трагедии из-за опасения, что разрушенная электростанция будет видна на фотографиях со спутника. Информация выдавалась понемногу и с опозданием, что существенно подорвало авторитет советского правительства.
С 1990 по 1993 регулирование в отношении СМИ в России претерпевало изменения, лидером которого являлся Борис Ельцин, выступавший за освобождения медиа-пространства от государственного контроля. В 1990 году был принят закон «О печати и других средствах массовой информации», утвердивший свободу от цензуры и независимость СМИ от собственников. В 1991 году был принят «Закон о средствах массовой информации». Несмотря на множественные законы, укрепившие свободы СМИ, аудитория все равно рассматривала средства массовой коммуникации как механизм государственной пропаганды.
Определение «нео-авторитарные СМИ» отражает именно отношение аудитории к СМИ, преобладающее в настоящее время и сформировавшееся за долгие годы цензуры. Исследование, которое было проведено М. А. Абалкиной в 1990-х гг. показало, что в этот период выраженность авторитарного режима в России оказался ниже, чем у жителей Америки того времени, в связи с высокими демократическими ожиданиями. В 1992 году другие исследования показали, что авторитаризм в российских реалиях того времени существенно укрепился. В основном, авторитарные настроения поддерживали такие социальные группы, как: рабочие и учителя.
Период 1994—1995 гг. в российской истории характеризовался появлением у СМИ ряда привилегий. В то же время, в эти годы было характерно возвращение СМИ к советскому образцу работы, что предполагало, что СМИ стали зависимы от определённого круга лиц. Свободнее деятельность СМИ стала в 1996—1999 г. Политическая обстановка в России после 1999 года охарактеризована ведущей ролью исполнительной власти, что приводит к зависимости СМИ от президентского кабинета.

## Причины возникновения нео-авторитарных СМИ в России
В исследовании «Синдром авторитарного радикализма в российском массовом сознании» были обозначены основные признаки авторитарности массового сознания. Ими являлись склонность к национализму и ксенофобии, желания государственного контроля над общественной жизнью государства, чувство незащищенности, необходимость жесткого стиля управления со стороны государства. Симпатия к авторитарному общественному строю была описана Эрихом Фроммом в произведении «Бегство от свободы». Согласно психологу, людям характерно бояться свободы и, что парадоксально, освободиться от неё. Свобода, согласно Фромму, есть одиночество.